# Avenida Casimiro Sotelo
La  Avenida Universitaria Casimiro Sotelo conocida simplemente como Avenida Universitaria es una avenida en sentido de norte hacia sur, localizada en la ciudad de Managua, capital de Nicaragua.

## Trazado
La avenida Universitaria o "Casimiro Sotelo", se encuentra situada al oriente (este) del barrio de Jonathan González y de unos terrenos baldíos y al occidente (oeste) de la carretera a Masaya o Paseo Naciones Unidas. Inicia desde el norte en la Pista Benjamín Zeledón (antiguo paseo de Tiscapa) extendiéndose unos 1.500 metros hacia el sur hasta la Pista Juan Pablo II, exactamente frente a la entrada principal de la Universidad Nacional Casimiro Sotelo Montenegro (UNCAS) que funciona en las instalaciones de la confiscada Universidad Centroamericana (UCA).